# Eduard Nikolajewitsch Gussew
Eduard Nikolajewitsch Gussew (russisch Эдуа́рд Никола́евич Гу́сев; * 14. März 1936 in Tula; † 14. September 2016 ebenda) war ein sowjetischer Radrennfahrer und nationaler Meister im Radsport.

## Sportliche Laufbahn
Gussew war im Bahnradsport aktiv. Er war Teilnehmer der Olympischen Sommerspiele 1956 in Melbourne. In der Mannschaftsverfolgung wurde die Sowjetunion mit Eduard Gussew auf dem 5. Rang klassiert. Mit 16 Jahren gewann er seinen ersten nationalen Titel bei den Meisterschaften der Jugend in der Mannschaftsverfolgung. In den 1950er Jahren wurde er Mitglied der Bahnnationalmannschaft der Sowjetunion. Er gewann mehrere sowjetische Titel im Bahnradsport.